# Michaël Chrétien Basser
Michaël Chrétien Basser (Nancy, 10 juli 1984) is een voormalig Frans-Marokkaans voetballer. Hij speelde voornamelijk als rechterverdediger. Basser speelde 36 interlands voor het Marokkaans voetbalelftal.
Chrétien beleefde met AS Nancy een topseizoen in het seizoen 2007/2008. Zo eindigde hij op een vierde plek in de Franse Ligue 1. Door zijn goede spel stond hij in de belangstelling van diverse Europese (top)clubs. Zo werd hij in verband gebracht met Sevilla FC, Olympique Lyon en AS Roma.

## Carrière
| Seizoen | Club              | Wedstrijden | Doelpunten | Competitie |
| ------- | ----------------- | ----------- | ---------- | ---------- |
| 2002/03 | AS Nancy-Lorraine | 21          | 1          | Ligue 2    |
| 2003/04 | AS Nancy-Lorraine | 34          | 4          | Ligue 2    |
| 2004/05 | AS Nancy-Lorraine | 35          | 1          | Ligue 2    |
| 2005/06 | AS Nancy-Lorraine | 32          | 1          | Ligue 1    |
| 2006/07 | AS Nancy-Lorraine | 35          | 2          | Ligue 1    |
| 2007/08 | AS Nancy-Lorraine | 30          | 0          | Ligue 1    |
| 2008/09 | AS Nancy-Lorraine | 21          | 0          | Ligue 1    |
| 2009/10 | AS Nancy-Lorraine | 20          | 0          | Ligue 1    |
| 2010/11 | AS Nancy-Lorraine | 26          | 0          | Ligue 1    |
| 2011/12 | AS Nancy-Lorraine | 4           | 0          | Ligue 1    |
| 2011/12 | Bursaspor         | 28          | 1          | Süper Lig  |
| 2012/13 | Bursaspor         | 27          | 1          | Süper Lig  |
| 2013/14 | Bursaspor         | 15          | 0          | Süper Lig  |
| 2015/16 | AS Nancy          | 5           | 1          | Ligue 2    |
| Totaal  |                   | 333         | 12         |            |

## Erelijst
AS Nancy-Lorraine
- Winnaar Coupe de la Ligue: 2006
- Kampioen Ligue 2: 2005